# 17983 Buhrmester
A 17983 Buhrmester (ideiglenes jelöléssel 1999 JV59) a Naprendszer kisbolygóövében található aszteroida. A LINEAR projekt keretében fedezték fel 1999. május 10-én.